# Rose Bampton
Rose Bampton (Lakewood, 28 novembre 1907 – Bryn Mawr, 21 agosto 2007) è stata un soprano e insegnante statunitense; ha avuto un'attiva carriera internazionale negli anni '30 e '40, iniziando per lo più in ruoli minori del repertorio di mezzosoprano nel 1929 e passando in seguito a cantare principalmente ruoli di primo soprano nel 1937, fino al suo ritiro dalle scene nel 1963.

## Biografia
Ebbe in particolare una lunga e fruttuosa collaborazione con il Metropolitan Opera di New York, cantando in quel teatro per diciotto stagioni consecutive tra il 1932 e il 1950. I suoi più grandi successi provenivano dal repertorio di soprano drammatico, in particolare dalle opere di Richard Wagner.
Non estranea al repertorio concertistico, la Bampton era particolarmente nota per le sue interpretazioni delle opere di Alban Berg, Arnold Schoenberg e del suo amico Samuel Barber, soprattutto perché aveva eseguito le composizioni di Barber in concerto accompagnata dal compositore.

### Primi anni di vita e carriera: 1907-1932
Nata a Lakewood, Ohio, Rose Bampton crebbe a Buffalo, New York. Entrò alla Drake University di Des Moines, Iowa, dove iniziò in principio la sua formazione come soprano, ma fu reindirizzata dal suo insegnante di canto al repertorio di mezzosoprano dopo un grave attacco di laringite. Poco dopo la laurea la Bampton fece il suo debutto operistico professionale come Siebel nel Faust di Gounod alla Chautauqua Opera nel 1929. La sua esibizione fu accolta positivamente e quell'estate fu invitata ad esibirsi al Worcester Music Festival di Worcester, nel Massachusetts.
Nell'autunno del 1929 la Bampton si trasferì a Filadelfia dopo che le fu offerto un contratto per entrare a far parte dello staff di cantanti della Philadelphia Grand Opera Company (PGOC), dove cantò principalmente ruoli di comprimario nei tre anni successivi. Fece il suo debutto al PGOC come Mercédès nella Carmen di Georges Bizet il 23 ottobre 1929 con un cast che includeva Sophie Braslau come Carmen, Ralph Errolle come Don José, Chief Caupolican come Escamillo e Henri Elkan alla direzione. Altri ruoli con la compagnia includevano Mistress Bentson in Lakmé (1929), Feodor in Boris Godunov con Georges Baklanoff nel ruolo del protagonista (1929), Mamma Lucia in Cavalleria rusticana (1929, 1931), Alisa in Lucia di Lammermoor (1930), il pastorello in Tosca (1930, 1932), Myrtale in Thaïs (1930, 1932), la prima cameriera in Elettra con Charlotte Boerner come Chrysothemis (1931, 1932), Brangäne in Tristano e Isotta con Paul Althouse come Tristano (1932), Wellgunde sia in L'oro del Reno che in Il crepuscolo degli dei (1932) e Waltraute in La Valchiria (1932).
Mentre si esibiva al PGOC, nel 1930 per proseguire gli studi universitari in canto entrò al Curtis Institute of Music dove i suoi insegnanti di canto inclusero Horatio Connell e Queena Mario. Ebbe anche l'opportunità di frequentare le masterclass tenute da Lotte Lehmann. Mentre era al Curtis sviluppò un'amicizia con i compagni di studio, i compositori Samuel Barber e Gian Carlo Menotti. Barber in particolare la ingaggiò per cantare nella prima di New York del suo lavoro vocale da camera Dover Beach nel 1933. Cantò anche diverse volte con la Philadelphia Orchestra all'inizio degli anni '30 sotto la direzione di Leopold Stokowski. Con l'orchestra in particolare cantò la Colomba della foresta nella prima negli Stati Uniti di Gurre-Lieder di Schoenberg (1932), fu solista in un'esecuzione di El amor brujo (1932) di Manuel de Falla e cantò il ruolo di Kundry in una versione da concerto di Parsifal (1933) tra le oltre ad altre esibizioni.  Fece diverse apparizioni al Bethlehem Bach Festival all'inizio degli anni '30.
Una registrazione della sua esecuzione del Gurre-Lieder con la Philadelphia Orchestra giunse alle orecchie di Giulio Gatti-Casazza, allora Direttore Generale del Metropolitan Opera. Impressionato dalla sua performance, contattò la Bampton per venire a fare un'audizione per la compagnia. Accettò, e alla fine le fu offerto un contratto al Met. Secondo Opera News, la Bampton inizialmente esitò ad accettare l'invito poiché "aveva dei dubbi sul fatto che la sua vera estensione vocale fosse mezzo o soprano ed era preoccupata per la sua mancanza di esperienza teatrale". Tuttavia cedette e fece la sua prima apparizione con la compagnia per un impegno fuori città a Filadelfia il 22 novembre 1932 come Laura Adorno ne La Gioconda con Rosa Ponselle nel ruolo della protagonista, Giacomo Lauri-Volpi come Enzo e Giuseppe Sturani alla direzione.

### Il Metropolitan Opera e il successo internazionale: 1932-1950
Appena sei giorni dopo il suo debutto al Met a Filadelfia, la Bampton fece la sua prima apparizione all'attuale Metropolitan Opera House di New York, riprendendo il ruolo di Laura. Nei quattro anni successivi cantò per lo più ruoli minori nel teatro: l'Uomo della sabbis in Hänsel und Gretel, Waltraute, Wellgunde e La Voce dall'alto in Parsifal. Gli unici due ruoli di dimensioni più considerevoli che interpretò sono stati Amneris in Aida e Brangäne in Tristano e Isotta. Durante questi anni iniziò una relazione romantica con il noto direttore d'orchestra e pianista canadese Wilfrid Pelletier (1896-1982), un direttore d'orchestra regolare al Met e marito di Queena Mario, l'insegnante di Rose al Curtis Institute. Dopo che Pelletier divorziò dalla moglie, la coppia si sposò nel 1937 e, sebbene felicemente sposata, non ebbe mai figli.
All'epoca del suo matrimonio la Bampton si sentiva molto frustrata per la sua mancanza di buoni ruoli al Met. Decise quindi di affermarsi nel repertorio di soprano, iniziando con una interpretazione di Leonora ne Il trovatore al Met il 7 maggio 1937 con Arthur Carron nel ruolo di Manrico. La sua carriera al Met fiorì dopo questo punto con i suoi ruoli nel teatro nei successivi tredici anni, tra cui Donna Anna in Don Giovanni, Elisabeth in Tannhäuser, Elsa in Lohengrin, Kundry e i ruoli principali in Alceste di Gluck e Aida di Verdi, tra gli altri. Il suo ruolo più frequente fu Sieglinde nella Valchiria al fianco di Lauritz Melchior. Nel gennaio 1940 mostrò un'incredibile versatilità musicale quando cantò esibizioni di Aida e Amneris a una settimana l'una dall'altra al Met. La sua ultima e 112esima esibizione nel teatro fu come Elsa il 17 aprile 1950 con Set Svanholm nel ruolo del protagonista e Fritz Stiedry alla direzione.
Oltre a cantare al Met, la Bampton ha cantato con molte altre compagnie d'opera in tutto il mondo negli anni '30 e '40, comprese esibizioni in Europa e Sud America. Nel 1936-1937 fece concerti in Germania e Cecoslovacchia. Debuttò all'Opera di Stato della Baviera nel ruolo di Leonora nel 1936 e nello stesso anno si esibisce alla Semperoper di Dresda. Nel 1937 fece la sua unica apparizione alla Royal Opera House del Covent Garden come Amneris. Nello stesso anno iniziò una collaborazione decennale con la Civic Opera House di Chicago, cantando prima con la Chicago City Opera Company e poi con la Chicago Opera Company. Alcuni dei suoi personaggi più acclamati a Chicago includevano Maddalena in Andrea Chénier, Sieglinde ed Elsa.
Tra il 1937 e il 1939 fece concerti in Inghilterra, Paesi Bassi e Svezia. Nel giugno del 1939 fu a Port Elizabeth, in Sudafrica, per la Community Concert Association. Ha cantato al Teatro Colón di Buenos Aires ogni anno tra il 1942 e il 1948, debuttando con la compagnia come Marescialla in Il cavaliere della rosa di Richard Strauss. Al Teatro Colón ha affrontato diversi ruoli che non aveva mai interpretato da nessun'altra parte, in particolare diverse eroine nelle opere di Strauss (Daphne, Chrysothemis e Ariadne), Eva ne I maestri cantori di Norimberga, Agathe in Il franco cacciatore e la contessa Almaviva in Le nozze di Figaro. Nel 1946 è apparsa in opere al Teatro Municipal di Rio de Janeiro. Nel 1949 ha cantato due ruoli alla San Francisco Opera, Sieglinde e Donna Anna. Nell'autunno del 1950 fece la sua unica apparizione con la New York City Opera, come Marescialla.
Lavorò anche attivamente nei recital e come concertista negli anni '30 e '40. È stata un'artista ospite regolare della New York Philharmonic (NYP) e di altre orchestre. Una fruttuosa associazione professionale con Arturo Toscanini iniziò nel 1936, quando la Bampton cantò ne La Damoiselle élue di Debussy con la NYP e incluse diverse trasmissioni con il direttore e la sua NBC Symphony Orchestra. Nel 1944 ha interpretato il ruolo di Leonore per la trasmissione radiofonica di Toscanini dell'opera Fidelio di Beethoven. Gli altri del cast includevano Jan Peerce ed Eleanor Steber. Lo spettacolo, originariamente trasmesso in due parti, ciascuna in una settimana separata, fu pubblicato anni dopo su LP e ancora più tardi su CD. Fu la prima trasmissione radiofonica di Toscanini di un'opera praticamente completa: c'era tutta la musica, ma tutti i dialoghi (tranne il melodramma parlato nella scena del carcere) furono omessi.

### Vita e carriera successive: 1950-2007
Rose Bampton e suo marito decisero entrambi di lasciare il Met quando Rudolf Bing fu nominato nuovo direttore generale della compagnia nel 1950. La Bampton dichiarò in un'intervista del 1989: "Entrambi abbiamo avuto la sensazione che non saremmo stati contenti del nuovo regime." Continuò ad apparire nelle opere nei primi anni '60, sebbene il suo programma d'opera dopo il 1950 fosse scarso rispetto a quello che teneva negli anni '30 e '40. La sua ultima rappresentazione di un'opera fu I dialoghi delle Carmelitane come Mme. de Croissy al Mount Saint Mary College di Newburgh, New York nel 1963. Ha continuato ad esibirsi sporadicamente in recital e concerti nei primi anni '70. Suo marito morì nel 1982 e lei non si è mai risposata.
Dopo la fine della sua carriera operistica ha intrapreso una seconda carriera come insegnante di canto, prestando servizio per lunghi periodi nelle facoltà di canto della Manhattan School of Music e della Juilliard School (1974-1991). Ha anche avuto periodi più brevi nelle facoltà della University of North Carolina School of the Arts, della Drake University e della Adelphi University.